# Miocen
Miocen (simbol MI) bilo je geološko razdoblje unutar neogena i proteže se od oko 23,03 do 5,332 milijuna godina prije Krista. 
Miocenu je ime dao Sir Charles Lyell prema grčkim riječima μείων (meíōn, 'manje') i καινός (kainós, 'novi'), a znači 'manje nedavno'. Ima 18% manje beskralješnjaka od pliocena. Nakon miocena slijedi oligocen. Miocen je prva geološka epoha u razdoblju neogena.
Zemlja se od epohe oligocena preko miocena i pliocena hladila u nizu ledenih doba. Biljke i životinje miocena činile su mnoge vrste sisavaca i ptica.
Na kraju ove epohe, Himalaja je počela rasti.

## Vanjske poveznice
|  | Zajednički poslužitelj ima još gradiva o temi Miocen |